# تورو (لا كرونيا)
بلدية تورو (بالإسبانية: Touro)‏، هي إحدى بلديات مقاطعة لا كرونيا إحدى مقاطعات إسبانيا، و التي تقع في منطقة جليقية شمال غرب إسبانيا.
يبلغ عدد سكانها 4.765 نسمة وفقاً لإحصائية سنة (2002).